# Ladislas IV Vasa
Ladislas IV (en polonais : Władysław IV), né le 9 juin 1595 à Łobzów près de Cracovie et mort le 20 mai 1648 à Merkinė, est tsar de Russie de 1610 à 1613 puis souverain de la république des Deux Nations polono-lituanienne, roi de Pologne et grand-duc de Lituanie, du 8 novembre 1632 jusqu'à sa mort en 1648. Il est le fils du roi de Pologne Sigismond III et il appartient à la dynastie Vasa.

## Titres royaux
Son titre est le plus long de tous les titres des rois de Pologne : Ladislas IV, par la grâce de Dieu, roi de Pologne, grand-duc de Lituanie, Ruthénie, Prusse, Masovie, Samogitie, Livonie, et également roi héréditaire des Suédois, Goths et Wendes, élu grand-duc de Moscovie.

## Biographie

### Jeunesse
Né le 9 juin 1595 à Cracovie, Ladislas est le seul enfant d'Anne d'Autriche et de Sigismond III Vasa à avoir atteint l'âge adulte. Après la mort de sa mère en 1598, il est élevé par son ancienne dame de cour Urszula Mayerin, puis par Gabriel Prowancjusz Władysławski (pl). Le jeune Ladislas reçoit une solide éducation. Il maîtrise le latin, l’italien, le polonais et l’allemand. Il est passionné par l’art, les sciences humaines. Considéré comme le successeur de son père, il est admis dès l’âge de 15 ans à la Diète polonaise où il prend part aux délibérations. 
Le 27 août 1610, âgé de 15 ans, Ladislas est désigné tsar par un conseil restreint de boyards russes lorsque l'hetman Stanisław Żółkiewski entre à Moscou après son éclatante victoire à la bataille de Klouchino. Cependant le règne de Ladislas sur la Russie est éphémère pour ne pas dire inexistant. L'ensemble des boyards refuse d'agréer cette nomination lorsque son père Sigismond III Vasa évoque le jeune âge de son fils et envisage de régner à Moscou lui-même. Cela n’empêche pas Ladislas de revendiquer le titre de tsar de Russie jusqu'en 1634. 
En 1617, Ladislas entreprend une nouvelle expédition contre la Russie qui se solde par un échec. Cependant le jeune homme se révèle être un homme militaire de talent lors de la campagne contre les Ottomans en 1621 pendant lesquels il acquiert la réputation de défenseur de la foi chrétienne.
Ladislas effectue de nombreux voyages en Silésie, en Prusse, en Lituanie, et c'est en particulier son voyage dans les pays de l'Ouest dans les années 1624-1625 (Autriche, Allemagne, sud des Pays-Bas, Suisse) qui façonne ses horizons culturels, politiques et militaires. 
À son retour en Pologne, de 1626 à 1629 il prend part dans la dernière phase de la guerre qui oppose la république à la Suède (1600-1629).

### Roi de Pologne et grand-duc de Lituanie
Ladislas jouit d’une grande popularité au sein du royaume, comme en témoignent les tableaux le représentant sabre à la main ou les poèmes qui le louent. Sans véritable concurrent, appuyé par le pape et les nobles locaux, il est largement élu par la Diète le 8 novembre 1632 et couronné roi le 6 février 1633 à la cathédrale du Wawel .

#### Politique extérieure
Profitant des élections qui mobilisent la noblesse polonaise à Varsovie après la mort de Sigismond III, la Russie tente de récupérer la ville de Smolensk qu'elle avait cédée aux Polonais par le traité de Dywilino de 1618 au terme de la guerre de 1605-1618. Durant ce nouveau conflit polono-russe, dit « guerre de Smolensk » (1632-1634), Ladislas fait lever le siège de la ville, encercle l’armée russe et l’oblige à se rendre. Le traité de Polanów signé en 1634 reconfirme donc la frontière polonaise de 1618 mais, en contrepartie, Ladislas IV renonce officiellement à ses prétentions au trône de Russie.

##### Avec la Turquie
En 1633, les Ottomans déclenchent une guerre contre la Pologne mais ils sont repoussés et l'invasion turco-tatare d'Abaza Siyavuş Pacha se conclut en 1634 par un traité favorable à la Pologne. Les Ottomans reconnaissent la frontière polonaise et promettent de retenir les invasions tatares.

##### Avec la Suède
Ladislas se considère toujours comme héritier de la couronne de Suède bien que son père soit écarté du trône en 1599 à la suite de la guerre de succession de Suède. La mort du roi Gustave II Adolphe de Suède en 1632 fait espérer à Ladislas IV la reconquête du trône suédois, espoir envolé à la suite du traité de paix signé entre les deux pays le 12 septembre 1635 à Sztumska Wieś. 
En effet, pour regagner la couronne de Suède, Ladislas IV s'efforce d'établir des relations plus étroites avec les pays protestants, envisage même un mariage avec la calviniste Élisabeth Wittelsbach, fille de Frédéric, palatin rhénan, dans l'espoir de se faire reconnaître comme médiateur dans la guerre de Trente Ans en cours. En multipliant des efforts diplomatiques, il ne néglige pas la voie de la guerre. Il fortifie l'estuaire de la Vistule, organise une flotte de guerre et construit des forts sur Hel : Władysławowo et Kazimierzowo (pl). Cependant, les intentions du roi ne correspondent pas à l'intérêt de la noblesse polonaise qui ne veut pas de guerre pour la couronne des Vasa. Les aristocrates polonais qui craignent l'augmentation du pouvoir royal et de nouvelles taxes, forcent le souverain à abandonner ces projets. Les négociations avec les Suédois, avec la médiation de la France, conduisent à la signature de la trêve de 26 ans. Les Suédois rendent les ports qu'ils occupent dans la Prusse royale et abandonnent les droits de douane perçus sur le commerce polonais.

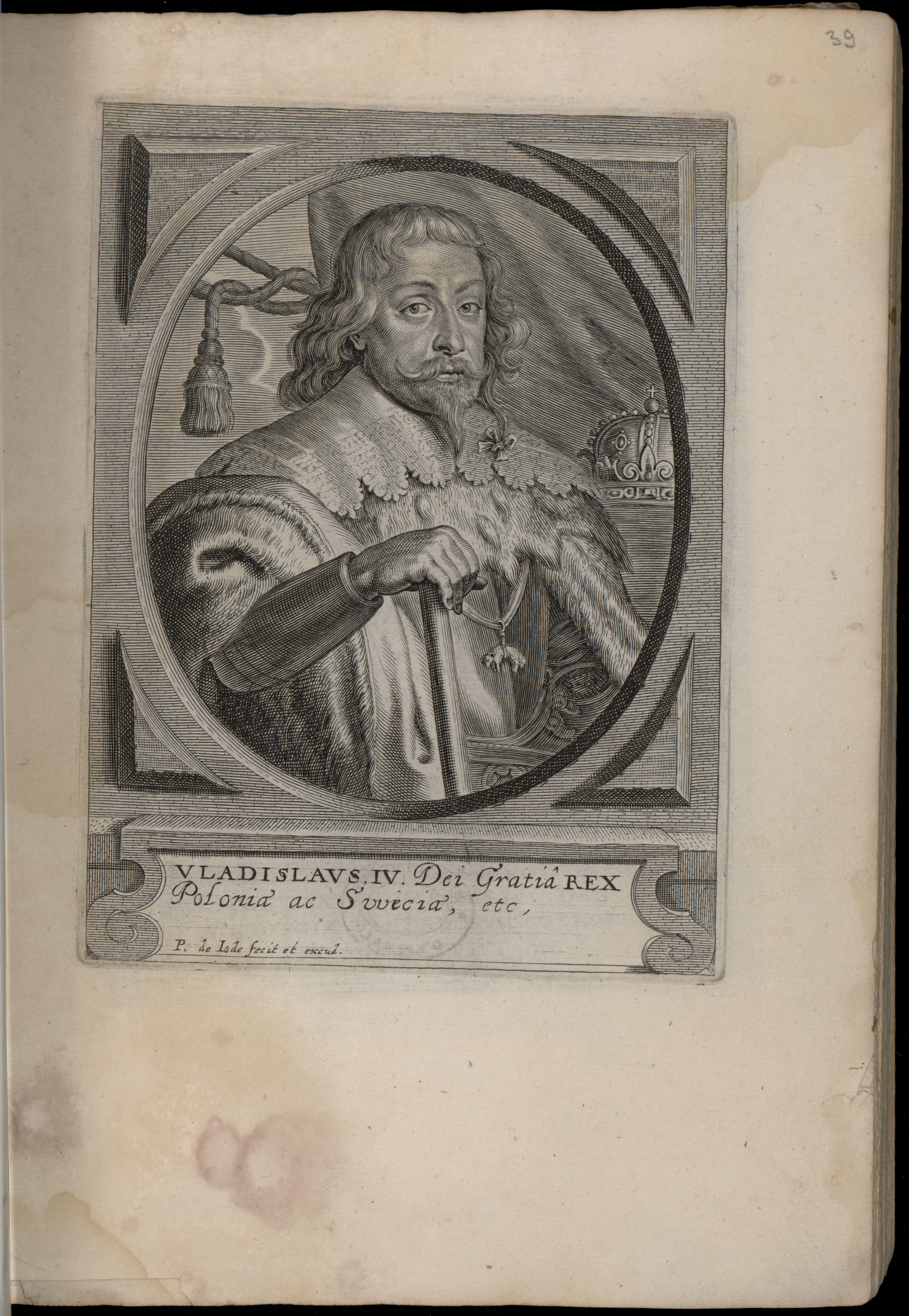
Portrait de Ladislas IV, réalisé par Pieter de Jode le Jeune en 1652

##### Avec l’Autriche, la France, la Prusse

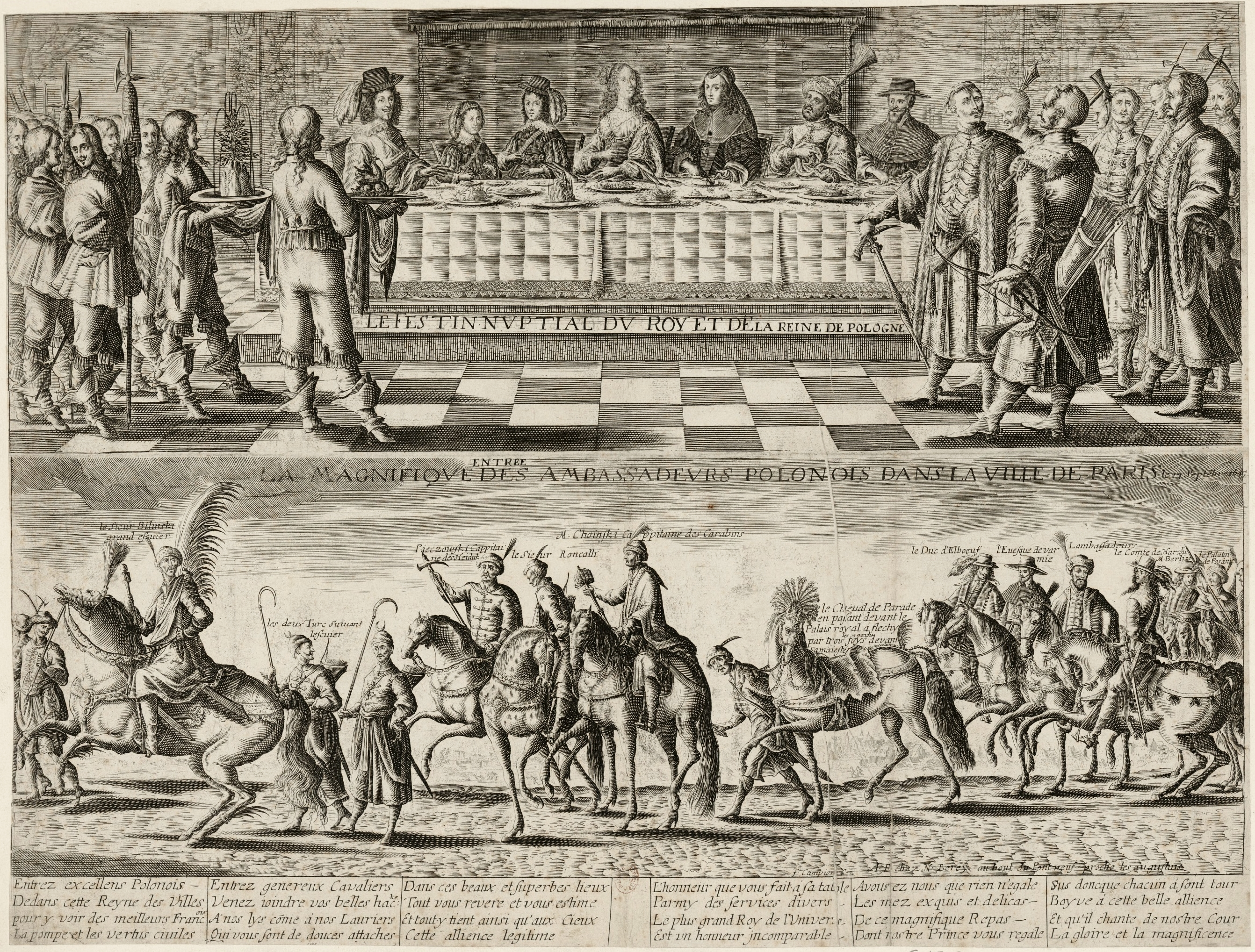
Festin de mariage, à Paris, du roy et de la reine de Pologne par François Campion.

Les tentatives françaises d'attirer Ladislas IV dans le camp anti-Habsbourg pour regagner la Silésie, et même obtenir la couronne dans le Reich (pratiquement irréel) rencontrent la réserve du roi polonais. Ladislas proclame la neutralité de la Pologne dans la guerre de Trente Ans, mais il s'approche des Habsbourg notamment en épousant l’archiduchesse Cécile-Renée, fille de l'empereur Ferdinand. Cette attitude pro-Habsbourg des Vasa polonais, Ladislas IV et son frère Jean Casimir, provoque une réaction de la France. Le cardinal Richelieu emprisonne le prince Jan Kazimierz au service de la maison autrichienne en Espagne (1638-1640). Pour obtenir la libération de son frère, le souverain polonais doit promettre aucune ingérence dans la guerre européenne.
Les terres de Bytów et Lębork reviennent à la Pologne en 1637 après la mort du dernier prince de Poméranie occidentale Bogusław XIV. En 1641, le Grand-Électeur de Prusse Frédéric-Guillaume Ier de Brandebourg rend hommage de son fief et prête serment au roi de Pologne. Ceci sera la dernière fois. En effet, en 1657, la Prusse ducale s’émancipera de la tutelle polonaise.
Déçue de son alliance avec les Habsbourg qui n'a apporté à la Couronne que les principautés d'Opole et de Racibórz, Ladislas IV change de stratégie. Après la mort de Cécile-Renée en 1644, il cherche d'abord, en vain, à épouser la reine suédoise Christine, puis, il se marie en 1645 avec la princesse française Marie Louise de Gonzague de Nevers. Grâce à ce mariage, la France apporte son soutien à Ladislas IV dans ses plans d'une grande expédition contre la Turquie (1645-1646) mais uniquement parce que ce nouveau projet détourne l'attention du roi de Pologne de la Suède avec laquelle la France est alliée, en même temps le roi envoie trois mille soldats qui eurent un rôle actif lors du siège de Dunkerque. En fin de compte, ce sont les nobles polonais qui, en s'opposant au roi lors de la Diète de 1646, vont enterrer les plans du monarque. L'abandon de la guerre avec la Turquie sera l'une des nombreuses raisons de la révolte des Cosaques qui éclatera en Ukraine dans les derniers moments de la vie de Ladislas IV.

#### Politique intérieure

##### Réformes
Dans sa politique intérieure, le roi cherche à renforcer son pouvoir et s’appuie sur le parti des magnats rassemblés à sa cour, composé principalement de hauts fonctionnaires dont Jerzy Ossoliński (en), Stanisław Koniecpolski, Jakub Zadzik (en), Adam Kazanowski (en), Kasper (en) et Gerhard Dönhoff (de). Cette attitude du roi inspire de forts ressentiments de la part des nobles qui perçoivent cela comme une violation de l'égalité de leur statut, et elle suscite plus le désir de limiter ses prérogatives que de soutenir ses réformes. Ainsi Ladislas se révèle un réformateur impuissant et la majorité de ses propositions est bloquée par la Diète. Il ne peut ni élargir le domaine royal, ni créer un ordre chevaleresque destiné à le soutenir, ni renflouer le Trésor en vue des actions militaires. Néanmoins, Ladislas IV réussit à mener de profondes réformes militaires. Déjà en 1632-1634, il présente une armée de recrues étrangères, composée d'infanterie et de dragons (infanterie se déplaçant sur des chevaux), qui constitue à l'époque plus de 60% de l'ensemble de l'armée. Il renforce également l'artillerie. Ce domaine d'activité du roi lui vaut beaucoup de reconnaissance de la part de ses contemporains.

##### Culture
Ladislas est aussi un mécène des arts et de la musique. Sa cour est l'une des plus impressionnantes d'Europe. Le roi soutient de nombreux musiciens et initie l'opéra en Pologne en faisant construire une salle de spectacle au palais royal de Varsovie où seront représentés opéras et ballets. Il collectionne des peintures notamment italiennes et flamandes et finance de nombreuses œuvres architecturales : la colonne de Sigismond à Varsovie, le palais Kazanowski (en)…

##### Religion
Ladislas montre une relative tolérance religieuse, alors que le règne de son père a été l’occasion d’une crispation catholique et du développement de l’intolérance religieuse. Aussi tente-t-il de réconcilier les protestants calvinistes et luthériens avec les catholiques au colloque œcuménique de Thorn en 1645. Il ne soutient pas les mesures les plus agressives de la Contre-réforme.

##### Le problème des Cosaques
Le réel problème auquel Ladislas est confronté est celui des Cosaques. C’est une population hétérogène composée de paysans corvéables ayant fui l’obligation de leurs seigneurs, de pauvres des villes et d’aventuriers de toutes sortes vivant dans le sud-est de la Pologne. Mais la baisse des enregistrés (inscrits sur les registres accordant la propriété de la terre des steppes contre un service militaire perpétuel au roi) combinée à la pression croissante des nobles sur les Cosaques non enregistrés qui sont des serfs entraînent de nombreuses révoltes en 1630, 1637 et 1638. Vainqueur, le gouvernement polonais resserre son contrôle sur les sujets indociles notamment en construisant un ouvrage fortifié à Kudak. Par la suite, Ladislas envisage d’accorder un certain nombre de privilèges aux Cosaques pour obtenir leur appui dans les futures campagnes militaires. Mais les magnats résistent aux diètes de 1646 et 1647. Déçus, les Cosaques se soulèvent en 1648, entraînant toute la Pologne avec eux, les masses paysannes étant épuisées par la pression de plus en plus forte des seigneurs, les non-catholiques se révoltant contre l’intolérance religieuse qui malgré les efforts du roi règne. Ladislas meurt au beau milieu de la crise, le 20 mai 1648, quatre jours après la première défaite de l'armée polonaise à Jovti Vody, laissant la Pologne dans un grave danger.

## Unions et descendance
Après avoir quitté sa maîtresse Jadwiga Łuszkowska, Ladislas se marie avec l’archiduchesse d’Autriche Cécile-Renée sa cousine (2e degré) en 1637, mariage très malheureux : un des enfants meurt dans sa jeunesse, un autre à sa naissance. Cécile-Renée meurt en 1644. Il épouse ensuite Marie Louise de Mantoue ou Marie Louise de Nevers Gonzague en 1646. Elle joue un grand rôle politique, notamment dans les relations avec la France. N’ayant pas d’héritier, c’est son demi-frère et cousin Jean II Casimir Vasa qui lui succède au trône.
1. Jadwiga Łuszkowska (sa maîtresse) :
  - Władysław Constantin (1635-1698), capitaine de la garde de la reine Christine de Suède et chambellan du Pape
2. Cécile-Renée d'Autriche :
  - Sigismond Casimir (1640-1647)
  - Marie-Anne Isabelle (née et morte en 1642)
3. Louise-Marie de Gonzague-Nevers